# 프란시스 헨리 메이
프란시스 헨리 메이 경(Sir Francis Henry May, 중국어: 梅含理, 1860년 3월 14일~1922년 2월 6일)은 영국의 식민지 관료다. 1903년 11월 21일부터 1904년 7월 29일까지, 1907년 4월 20일부터 1907년 7월 29일까지 홍콩 총독 직무대리를, 1911년 2월 21일부터 1912년 7월 25일까지 피지 총독을 역임했다.

## 생애
아일랜드 더블린에서 태어났다.

## 홍콩 총독
메이는 유일하게 암살 시도의 대상이 된 홍콩 총독이었다. 자신이 홍콩 총독에 부임하여 피지로부터 처음 와서 가마를 타고 우정총국 근처를 지나가던 중 리훙훙이 총을 쐈지만 그의 아내가 탄 가마에 맞았다. 중국 본토로부터 이민을 온 리훙훙의 부친이 수 년 전 투옥된 것이 암살 시도의 계기가 됐다. 이후 차량을 이용했다.
1918년 1월 22일, 완차이에서 조폭 강도들과의 그리슨 스트리트 공방전이 진행되는 도중에 경찰관 5명이 살해되자 숨어든 잔존 조폭 세력과 개인적으로 협상을 했다. 1922년에 영국 서퍽주에서 사망했다.
| 전임 프레드릭 루가드 | 제15대 홍콩의 총독 1912년 7월 24일~1918년 9월 12일 | 후임 레지날드 에드워드 스텁스 |